# Філіп Міхалевич
Філіп Міхалевич (хорв. Filip Mihaljević; нар. 31 липня 1994) — хорватський легкоатлет, який спеціалізується у штовханні ядра та метанні диска.

## Спортивна кар'єра
Фіналіст (6-е місце) чемпіоната світу у штовханні ядра (2022).
Учасник двох олімпійських змагань зі штовхання ядра (2016, 2021), на яких жодного разу не вдавалось подолати кваліфікаційний раунд.
Бронзовий призер (2016) та фіналіст (4-е місце у 2022) у штовханні ядра на чемпіонатах світу в приміщенні.
За підсумками змагань Світового туру в приміщенні-2020 переміг у загальному заліку зі штовхання ядра.
Чемпіон Європи (2022) та срібний призер чемпіонату Європи (2024) зі штовхання ядра.
Бронзовий призер чемпіонату Європи в приміщенні у штовханні ядра (2021).
Чемпіон Європи серед молоді у штовханні ядра (2015).
Срібний призер чемпіонату Європи серед юніорів у штовханні ядра (2013).
Багаторазовий чемпіон Хорватії у штовханні ядра та метанні диска.